# Красотки в Кливленде
«Красотки в Кливленде» (англ. Hot in Cleveland) — американский комедийный телесериал, созданный Сюзанной Мартин, c Валери Бертинелли, Джейн Ливз, Уэнди Мэлик и Бетти Уайт в главных ролях, выходящий на канале TV Land. Проект стал первым оригинальным сериалом канала и стартовал 16 июня 2010 года. Шоу стало самой рейтинговой новинкой TV Land за четырнадцатилетнюю историю телеканала.
В центре сюжета находятся трио немолодых лучших подруг из Лос-Анджелеса, которые случайно оказываются в Кливленде, штат Огайо, и арендуют дом у его пожилой смотрительницы Элки. Сериал снимается при живой аудитории в павильонах CBS Studio в Лос-Анджелесе при использовании многокамерной съёмки. Идея сериала возникла у Линды Обст, которая выступает одним из его исполнительных продюсеров, а концепцию разработала Сюзанна Мартин.
С момента своего старта, ситком получил похвалу от ведущих телевизионных критиков, в особенности за актёрскую игру, лёгкость концепции и сценария. После рейтингового успеха первого сезона, сериал был продлён на второй, который стартовал 19 января 2011 года, а вскоре и на третий и четвёртый. 20 марта 2013 года TV Land продлил сериал на пятый сезон, который ознаменует отметку в сто эпизодов. 1 мая 2014 года канал продлил сериал на шестой сезон, после которого общее число эпизодов достигло отметки в 125. 17 ноября 2014 года было объявлено, что шестой сезон станет последним для сериала.
Начиная со своего дебюта в 2010 году, сериал был отмечен рядом наград и номинаций, включая «Эмми» за лучшие декорации в 2011, и приз «Выбор народа» за любимую комедию кабельного телевидения в 2012 году. В 2011 и 2012 годах Бетти Уайт выигрывала премию Гильдии актёров США за лучшую женскую роль в комедийном сериале за свою роль в ситкоме.
С момента подписания контракта с Endemol, сериал был продан для трансляции на более чем двухстах территориях по всему миру. В июле 2013 года было объявлено, что первая международная адаптация сериала выйдет в России на Первом канале. Премьера шоу «Трое в Коми» состоялась 29 июля 2013 года.

## Производство

### Концепция

Актёрский состав на постере второго сезона

Сериал представляет собой классический многокамерный ситком с закадровым смехом, снятый в духе шоу восьмидесятых и девяностых годов, в особенности на волне успехов отмеченных наградами сериалов «Золотые девочки» и «Фрейзер». Каждый из эпизодов снимается перед живой аудиторией в CBS Studio Center в Лос-Анджелесе.
В центре сюжета находятся трио подруг неопределённого возраста: разведённая писательница и мать взрослых детей Мелани Моретти (Валери Бертинелли), незамужняя английская неудачница-косметолог Джой Скрогс (Джейн Ливз), и бывшая звезда дневной мыльной оперы и фильмов канала Lifetime Виктория Чейз (Уэнди Мэлик). Трио женщин оказываются в провинциальном Кливленде, так как их самолёт в Париж совершает в нём незапланированную посадку. Так как женщины оказываются в шоке от отношения провинциальных мужчин к ним, они решают задержаться в городе и арендуют дом у его пожилой польской смотрительницы Элки Островски (Бетти Уайт). Большинство эпизодов имеют автономный сюжет, как и в других ситкомах, хотя со второго сезона в дополнение к этому были добавлены горизонтальные линии и истории на несколько эпизодов.
Многие критики сравнивали Hot in Cleveland в классическим ситкомом восьмидесятых «Золотые девочки», где одну из главных ролей также сыграла Бетти Уайт. Также как и в «Золотых девочках», в центре ситкома находятся три немолодых подруги, однако в «Красотках в Кливленде» героини чуть моложе и раскрепощённее, что приводило некоторых критиков к сравнению шоу с «Сексом в большом городе».

### Кастинг
На главные роли в шоу были приглашены отмеченные премиями ветераны ситкомов. Валери Бертинелли, Джейн Ливз, Уэнди Мэлик исполнили роли трёх подруг и главных героинь, а Бетти Уайт тем временем сыграла роль пожилой смотрительницы. Уайт изначально не должна была быть частью регулярного состава и планировалась как периодически появляющаяся на экране приглашённая звезда, однако после съёмок пилотного эпизода в марте 2010 года, продюсеры решили повысить 88-летнюю актрису до основного состава. Известно, что гонорар Уайт за каждый из эпизодов первого сезона составил 75 тысяч долларов.
В сериале помимо четырёх основных героинь присутствует ряд приглашённых звёзд и второстепенных персонажей. Среди наиболее заметных приглашённых звёзд можно отметить Сьюзан Луччи в роли карикатурной версии самой себя, которая является давним врагом Виктории. В ходе съёмок второго сезона был снят кроссовер между Hot in Cleveland и мыльной оперой Луччи «Все мои дети», где Уэнди Мэлик появилась в своём образе Виктории в одном из эпизодов. Среди других периодических приглашённых звёзд можно отметить Уэйна Найта в роли соседа главных героинь, Карла Райнера (в роли ухажёра Элки), Джона Махони (в роди ещё одного ухажёра Элки), Джорджию Энджел (в роли старой подруги Элки), Майкла Макмиллиана (в роли сына Джой), Джея Харрингтона (в роли парня Мелани в четвёртом сезоне), и Алана Дэйла (в роли нового возлюбленного и коллеги Виктории в четвёртом сезоне).

### Съёмки
«Красотки в Кливленде» стал первым оригинальным сериалом канала TV Land. Его разработка началась осенью 2009 года, а первого марта 2010 года канал утвердил снятый пилотный эпизод и дал зелёный свет на производство первого сезона из десяти эпизодов. Сюзанна Мартин, Шон Хейс, Тодд Миллинер, Линда Обст, Ларри В. Джонс и Кит Кокс выступают в качестве исполнительных продюсеров, а Энди Кадифф и Дэвид Трейнер являются регулярными режиссёрами, также как и Сюзанна Мартин, Энн Флетт-Джиордано и Чак Рэнберг, Ванесса Маккарти, Стив Джо и Рэйчел Свит — основными сценаристами.
В 2013 году значительное внимание прессы привлёк снятый и показанный в прямом эфире тринадцатый эпизод четвёртого сезона. Снятые в прямом эфире эпизоды были регулярным явлением в пятидесятые годы, но практически исчезли в последние десятилетия. Специально для этого эпизода были приглашены Уильям Шетнер, Ширли Джонс, Дэнни Пуди и Брайан Баумгартнер. Актёры репетировали в течение недели, но за несколько часов до эфира произошли изменения в сценарии. Вместо обычных четырёх, режиссёры использовали восемь камер, чтобы подстраховаться в случае технических накладок. Эпизод получил положительные отзывы, и прошёл без каких либо ляпов или технических накладок.
Первый эпизод пятого сезона также будет снят и показан в прямом эфире. Ещё одним новшеством стал анимационный эпизод, в котором рисованным героиням предстоят приключения по всему миру, включая посещение квартиры Элки и последующие моменты-отсылки к фильмам «Вилли Вонка и шоколадная фабрика» и «Франкенштейн» и сериалу «Ходячие мертвецы».

### Спин-офф
В апреле 2011 года Седрик «Развлекатель» был приглашён на роль пастора в один из эпизодов второго сезона, который послужил встроенным пилотом для спин-оффа сериала. Сюзанна Мартин написала сценарий, а сам эпизод вышел 24 августа 2011 года. 12 января 2012 года канал официально заказал спин-офф, который получил название The Soul Man и стартовал 20 июня 2012 года.

## Актёры и персонажи

### Основной состав
- Валери Бертинелли — Мелани Хоуп Моретти. Писательница и мать взрослых детей. Она только что развелась и хочет изменить жизнь, исполняя всё то, чего всегда хотела, но не делала, а только писала об этом. В пилотном эпизоде она вместе с двумя подругами летит в Париж, однако самолёт аварийно садится в Кливленде, где она и решает остаться[35].
- Джейн Ливз — Реджойла «Джой» Скроггс. Косметолог, известная как «Королева бровей Беверли Хиллс», её клиентами были такие известные личности как Опра Уинфри и Райан Сикрест[35]. В пилотном эпизоде она понимает, что её бизнес разваливается, а между тем в личной жизни не может удержать рядом с собой мужчину. Её мать, живущая в Англии, постоянно её критикует, и когда Джой было пятнадцать лет, она родила сына, но ей пришлось отдать его на усыновление. Её сын в итоге приходит к ней во втором сезоне, а в четвёртом приносит ей своего ребёнка.
- Уэнди Мэлик — Виктория Чейз. Пятикратно разведённая звезда дневной мыльной оперы и телефильмов канала Lifetime, лауреат дневной премии «Эмми». 27 лет Виктория снималась в мыльной опере «На пороге завтрашнего дня». Так как её сериал был закрыт, карьера немолодой актрисы начала умирать, и в лучшем случае её приглашают на кастинги, чтобы играть бабушку Меган Фокс в фильме «Трансформеры 3»[36], матери Мелани Гриффит в низкосортном проекте, или же съёмки в японском рекламном ролике впитывающего нижнего белья[37]. У неё трое детей: Эмми, Оскар и Тони, которые названы в честь телевизионной, кино и театральной премий соответственно.
- Бетти Уайт — Элка Островски. 89-летняя смотрительница дома польского происхождения. Она прожила длинную и интересную жизнь, выжила среди Нацистов[38] и похоронила мужа. Несмотря на солидный возраст, остаётся сексуально активной, пьёт и курит марихуану[35].

### Второстепенный состав
- Сьюзан Луччи — Сьюзан Луччи, давняя конкурентка Виктории[39]
- Уэйн Найт — Рик, похотливый сосед женщин.
- Карл Райнер — Макс, друг Элки.
- Джеймс Патрик Стюарт — Колин Купер.
- Джон Ловитц — Арти, психически неуравновешенный миллиардер
- Джорджия Энджел — Мэйми-Сью Джонсон, давняя подруга Элки.
- Джей Харрингтон — Алек, босс Мелани в четвёртом сезоне
- Алан Дэйл — Эмметт Лоусон, новая любовь в кадре и за кадром в жизни Виктории.

### Приглашённые звёзды
Многие знаменитости появились или известные актёры появились в каждом из сезонов сериала в гостевых ролях. Ниже представлен список приглашённых актёров по хронологии трансляции эпизодов.
- Первый сезон
- Джон Шнайдер
- Дэвид Джинтоли
- Карл Райнер
- Д. В. Моффетт
- Роберт Гант
- Хьюи Льюис
- Эми Ясбек
- Уэйн Найт
- Хэл Линден
- Джульет Миллс
- Ширли Найт
- Тим Конуэй
- Марк Инделикато
- Джо Джонас
- Дэйв Фоли
- Сьюзан Луччи
Второй сезон
- Мэри Тайлер Мур
- Бонни Франклин
- Шерри Шеперд
- Марк Дэклин
- Миллисент Мартин
- Мелани Гриффит
- Джек Вагнер
- Майкл Э. Найт
- Джимми Киммел
- Пери Гилпин
- Лесли Гроссман
- Макс Гринфилд
- Дарнелл Уильямс
- Арден Майрин
- Джон Ловитц
- Дэн Баккедал
- Грегори Харрисон
- Эми Седарис
- Джордж Вендт
- Моника Хоран
- Стивен Данам
- Марк Дервин
- Стив Лоуренс
- Ричард Бёрджи
- Дорис Робертс
- Антонио Сабато
- Дженнифер Лав Хьюитт
- Джордж Ньюберн
- Джеймс Патрик Стюарт
- Седрик «Развлекатель»
- Дон Риклс
Третий сезон
- Ким Уитли
- Кэти Ли Гиффорд
- Лора Сан Джакомо
- Жилль Марини
- Сандра Бернхард
- Джон Махони
- Орсон Бин
- Шон Хейс
- Марисса Джэрет Винокур
- Фил Моррис
- Тим Дикей
- Даг Сэвант
- Венди МакЛендон-Кови
- Уилли Гарсон
- Рэнди Вейн
- Райан МакПартлин
- Стив Валентайн
- Стивен Уэбер
- Кристофер Горэм
- Эдвард Аснер
- Алекс Борштейн
- Мари Читхэм
- Реа Перлман
- Джорджия Энджел
- Рик Спрингфилд
- Энди Рихтер
- Роджер Барт
- Джоан Риверз
- Кристин Ченовет
- Сибилл Шеперд
- Роза Блази
- Реджис Филбин
- Дэвид Спейд
Четвёртый сезон
- Хизер Локлир
- Джей Харрингтон
- Алан Дэйл
- Пэт Харингтон мл.
- Фред Уиллард
- Эдди Сибриан
- Николас Бишоп
- Камерон Мэттисон
- Эд Бегли-младший
- Уильям Шетнер
- Дэнни Пуди
- Брайан Баумгартнер
- Ширли Джонс
- Кэрол Бёрнетт
- Джин Смарт
- Том Арнольд
- Кёрсти Элли
- Майкл Ури
- Крис Уильямс
- Ярдли Смит
- Валери Харпер
- Клорис Личмен
- Джордж Гамильтон
- Джесси Тайлер Фергюсон
- Крейг Фергюсон
Пятый сезон
- Крис Айзек
- Марк Вэлли
- Тим Дейли
- Люк Перри
Шестой сезон
- Маккензи Филлипс

## Эпизоды
| Сезон | Сезон | Эпизоды | Оригинальная дата показа | Оригинальная дата показа |
| Сезон | Сезон | Эпизоды | Премьера сезона          | Финал сезона             |
| ----- | ----- | ------- | ------------------------ | ------------------------ |
|       | 1     | 10      | 16 июня 2010             | 18 августа 2010          |
|       | 2     | 22      | 19 января 2011           | 31 августа 2011          |
|       | 3     | 24      | 30 ноября 2011           | 6 июня 2012              |
|       | 4     | 24      | 28 ноября 2012           | 4 сентября 2013          |
|       | 5     | 24      | 26 марта 2014            | 10 сентября 2014         |
|       | 6     | 24      | 5 ноября 2014            | 3 июня 2015              |

## Награды и номинации
| Год  | Награда                                                 | Категория                                              | Получатель                                              | Результат |
| ---- | ------------------------------------------------------- | ------------------------------------------------------ | ------------------------------------------------------- | --------- |
| 2011 | Casting Society of America                              | Лучший кастинг в комедийном сериале                    |                                                         | Номинация |
| 2011 | Environmental Media Awards                              | Лучший эпизод в комедийном сериале                     | «Elka’s Snowbird»                                       | Номинация |
| 2011 | Американское общество композиторов, авторов и издателей | Лучшая музыкальная заставка                            | Рон Вассерман                                           | Победа    |
| 2011 | Премия Гильдии киноактёров США                          | Лучшая женская роль в комедийном сериале               | Бетти Уайт                                              | Победа    |
| 2011 | Премия Гильдии киноактёров США                          | Лучший актёрский состав в комедийном сериале           | Валери Бертинелли, Джейн Ливз, Уэнди Мэлик и Бетти Уайт | Номинация |
| 2011 | «Грейси»                                                | Лучшая женская роль в комедийном сериале               | Бетти Уайт                                              | Победа    |
| 2011 | «Эмми»                                                  | Лучшая актриса второго плана в комедийном сериале      | Бетти Уайт                                              | Номинация |
| 2011 | «Эмми»                                                  | Лучшие декорации в комедийном сериале                  | Марали Зедикер и Майкл Хайнс                            | Победа    |
| 2012 | Премия Гильдии киноактёров США                          | Лучшая женская роль в комедийном сериале               | Бетти Уайт                                              | Победа    |
| 2012 | People's Choice Awards                                  | Лучший комедийный сериал кабельного телевидения        |                                                         | Победа    |
| 2012 | «Грейси»                                                | Лучший комедийный сериал                               |                                                         | Победа    |
| 2012 | GLAAD Media Awards                                      | Лучший специальный эпизод с регулярным ЛГБТ-персонажем | «Beards»                                                | Победа    |
| 2012 | «Молодой актёр»                                         | Лучший молодой актёр в гостевой роли до 13 лет         | Кристофер Мастандреа                                    | Номинация |
| 2012 | «Эмми»                                                  | Лучшая операторская работа в комедийном сериале        | Марк Дашнау                                             | Номинация |
| 2012 | «Эмми»                                                  | Лучший макияж и грим в многокамерной программе         | Лори Бенсон, Лиза Эшли и Дебора Хамфрис                 | Номинация |
| 2013 | People's Choice Awards                                  | Лучший комедийный сериал кабельного телевидения        |                                                         | Номинация |
| 2013 | Премия Гильдии киноактёров США                          | Лучшая женская роль в комедийном сериале               | Бетти Уайт                                              | Номинация |
| 2013 | «Грейси»                                                | Лучший актёрский состав в комедийном сериале           | Валери Бертинелли, Джейн Ливз, Уэнди Мэлик и Бетти Уайт | Победа    |
| 2014 | People's Choice Awards                                  | Лучший комедийный сериал кабельного телевидения        |                                                         | Номинация |

## Российская адаптация
В 2013 году компания Endemol, занимающаяся международной синдикацией шоу, продала права на адаптацию российской студии ВайТ Медиа и Первому каналу. Идея снять адаптацию сериала «Красотки в Кливленде» последовала из-за предыдущего российского успеха классических многокамерных ситкомов «Няня» и «Все любят Рэймонда». Российская версия шоу называется «Трое в Коми», а действие сериала разворачивается в Сыктывкаре, Республика Коми.
Ольга Прокофьева исполнила роль Виктории, Евгения Добровольская — Мелани (Мария в русской версии), а телеведущая/комедиантка Алла Довлатова — Джой (Лара). Роль Элки (Роза Васильевна в русской версии), сыгранной Бетти Уайт, исполнила Раиса Рязанова.